# Pharcidodes rubiginosus
Pharcidodes rubiginosus är en skalbaggsart som först beskrevs av Thomson 1878.  Pharcidodes rubiginosus ingår i släktet Pharcidodes och familjen långhorningar. Inga underarter finns listade i Catalogue of Life.